# 沢田昭二
沢田 昭二（さわだ しょうじ、1931年 - ）は、日本の物理学者。素粒子の理論物理学者。名古屋大学名誉教授。

## 経歴
修学期
1931年、広島県広島市で生まれた。13歳のときに広島で被爆。広島大学理学部へ入学し、1955年に卒業。卒業後は同大学大学院理学研究科へ進んだ。1961年に学位論文『π中間子-核子衝突における一個のπ中間子発生過程』を提出して理学博士号を取得し、卒業した。
物理学研究者として
卒業後は、1986年より名古屋大学理学部助教授。1990年に教授に昇格。素粒子物理学の研究者として小川修三に師事し、素粒子論の研究に携わった。坂田昌一が発表した坂田模型における対称性に関する沢田-米沢質量公式などの研究を行った。
名古屋大学退任後の活動
名古屋大学を定年退職後、原爆症患者認定訴訟の原告側証人として原爆被害者救済に携わり、原爆の放射線による影響の調査研究を始める。2004年に「原爆放射線急性症状の発症率から実効的被曝線量を推定する」論文を発表。2007年に原爆投下に伴う残留放射線による内部被曝に関する論文を発表、その後も内部被曝の実態解明に向けて取り組んでいる。原水爆禁止日本協議会代表理事。
福島第一原子力発電所事故については、内部被曝に対する懸念を表明している。内部被曝の影響については、歴史的に軽視されてきた経緯があり、たとえば、原爆の爆心地から離れたところでも脱毛や皮下出血などの放射性降下物による内部被曝を示唆するデータはあったものの、軍事的な都合などが優先された結果、放射線防護から内部被曝を軽視する方向で進められてきたと指摘する。放射線影響研究所の疫学調査では、初期放射線の線量当量が0.005シーベルト以下の被曝者は「非被曝集団」とされたが、非被曝集団とされた中には放射性降下物による影響で脱毛などを起こすほどの内部被曝者も含まれており、被曝による被害の過小評価の要因の一つになっていると指摘している。

## 研究内容・業績
研究テーマの例
- 1987年 「素粒子の複合模型の展開」[15]
- 1988年～1989年 「強い相互作用とハドロン物理学」[16]
- 1992年～1994年 「量子色力学とスキルミオンを持つ低エネルギー有効理論」[17]

## 著作
著書・共著書
- 小川修三, 沢田昭二, 中川昌美『素粒子の複合模型 (物理学選書)』岩波書店、1980年10月。ASIN B000J83FQ4。
- 沢田昭二『物理数学 (パリティ物理学コース)』丸善、1990年7月。ISBN 4621035002。
- 沢田昭二ほか『共同研究 広島・長崎原爆被害の実相』新日本出版社、1999年7月。ASIN 440602672X。ISBN 9784406026727。
- 沢田昭二『核兵器はいらない! 知っておきたい基礎知識』新日本出版社、2005年4月。ISBN 4406031812。

翻訳
- ジョセフ・ロートブラット編 編、小沼通二、沢田昭二ほか 訳『核兵器のない世界へ A Pugwash monograph』かもがわ出版、1995年11月。ISBN 4876992002。
- P. R. ウォレス 著、荒牧正也, 沢田昭二, 粟屋かよ子 訳『量子論にパラドックスはない 量子のイメージ』シュプリンガー・フェアラーク東京、1999年2月。ISBN 4431708073。
- ステファニア・マウリチ 著、沢田昭二, 高田愛 訳『1つの爆弾 10の人生』新日本出版社、2007年2月。ISBN 4406050213。

## 参考資料
- 沢田昭二 (2007-10-04), 残留放射線と内部被曝, “第2回原爆症認定の在り方に関する検討会 資料2”, 厚生労働相 2011年6月2日閲覧。
- Shoji Sawada, Cover-up of Injuries from Atomic Bombing and Severe Effects of Internal Exposure to Residual Radiation, Oct.10 (2010)
- Shoji Sawada, Tragedies Caused by Atomic Bombing, 2010 World Summit of Nobel Peace Laureates “The Legacy of Hiroshima: a World without Nuclear Weapons”
- 沢田昭二, 被爆者として そして科学者として (PDF) , 第109回原子力安全問題ゼミ 広島・長崎65年：被爆体験を聴く, 京都大学原子炉実験所, 2010年4月26日